# تششمه عيسي (مقاطعة غيلانغرب)
تششمه‌عيسي (بالفارسية: چشمه‌عیسی) هي قرية تقع في كرمانشاه في إيران. يقدر عدد سكانها بـ 88 نسمة .